# Lipotactes dorsaspina
Lipotactes dorsaspina är en insektsart som beskrevs av Chang, Y.-l., F-m. Shi och Ran 2005. Lipotactes dorsaspina ingår i släktet Lipotactes och familjen vårtbitare. Inga underarter finns listade i Catalogue of Life.